# Rohdella anodontiase
Rohdella anodontiase är en plattmaskart som beskrevs av Abou-El-Dahab, Abd-El-Salam och El-Damarany 1993. Rohdella anodontiase ingår i släktet Rohdella och familjen Aspidogastridae. Inga underarter finns listade i Catalogue of Life.